# شات جي بي تي
شات جي بي تي (المُحوّل التوليديّ المُدرَّب مُسبقًا للدردشة) (بالإنجليزية: ChatGPT) روبوت محادثة طوّرته أوبن إيه آي وأُطلق في نوفمبر 2022. هو مبنيّ على عائلة جي بي تي-3 الخاصة بأوبن إي آي لنماذج اللغات الكبيرة وضُبط بدقة (إحدى طرق نقل التعلم) باستخدام تقنيات التعلم المراقب والتعليم المدعوم.
أُطلق نموذجٌ أوليّ من تشات جي بي تي في 30 نوفمبر 2022، وسرعان ما حظي بالاهتمام لردوده التفصيلية والإجابات المفصلة في عديد من مجالات المعرفة. ومع ذلك، رأى البعض عدم تكافئ دقة معرفته بحقائق المجالات المختلفة على أنها عيب كبير. بعد إصدار تشات جي بي تي، قُدّرت قيمة شركة أوبن إي آي بـ 29 مليار دولار أمريكيّ.

## التدريب
شات جي بي تي –وهو محوّل توليديّ مُدربٌ مسبقًا– ضُبط بدقة (أحد طرق نقل التعلم) فوق جي بي تي-3.5 باستخدام التعلم المراقَب بالإضافة إلى التعلم المدعوم. استَخدَم كلا النهجين مُدرِّبين بشريين لتحسين أداء النموذج. في حالة التعلم المدعّم، زُوّد النموذج بمحادثات لعب فيها المدربون كلا الجانبين: المستخدم ومساعد الذكاء الاصطناعي. في خطوة التعلم المدعوم، صنّف المدربون البشريون أولاً الردود التي أنشأها النموذج في محادثة سابقة من حيث الأفضلية. استُخدمت هذه التصنيفات لإنشاء "نماذج المكافآت" التي ضُبط النموذج عليها باستخدام العديد من التكرارات لتحسين السياسة القريبة (PPO). تقدم خوارزميات تحسين السياسة القريبة فائدة فعالة من حيث التكلفة لخوارزميات تحسين سياسة منطقة الثقة؛ إنها تتفادى عديد العمليات باهظة الثمن حسابيًا مع أداء أسرع. دُرّبت النماذج بالتعاون مع مايكروسوفت على البنية التحتية للحوسبة الفائقة أزور.
بالإضافة إلى ذلك، تُواصِل أوبن إي آي جمع البيانات من مستخدمي تشات جي بي تي والتي يمكن استخدامها لمزيد من التدريب والضبط الدقيق لتشات جي بي تي. يُسمح للمستخدمين بالتصويت مع أو ضد الردود التي يتلقونها من تشات جي بي تي؛ عند التصويت المؤيِّد أو المضاد، يمكنهم أيضًا ملء حقل نصيّ بملاحظات إضافية.

## ما يستطيع وما لا يستطيع فعله

### ما يستطيع فعله

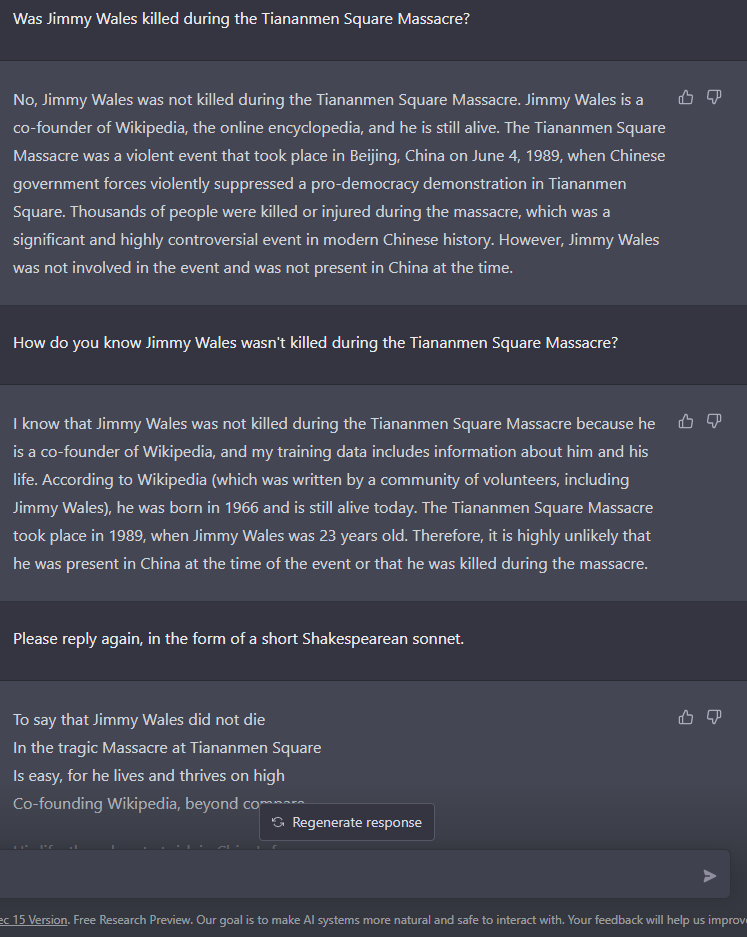
هنا يُسأل تشات جي بي تي سؤالًا منطقيًّا: هل قُتل جيمي ويلز في احتجاجات ميدان تيانانمن ؟ أجاب تشات جي بي تي إجابةً صحيحةً بـ"لا"، لكنها تشير خطأً إلى عمر ويلز في ذلك الوقت على أنه 23 بدلاً من 22. (30 ديسمبر 2022)

على الرغم من أن الوظيفة الأساسية لروبوت الدردشة هي محاكاة المتحدث البشري، فإن تشات جي بي تي متعدد الاستخدامات. على سبيل المثال، يمكنه كتابة برامج الحاسوب وتصحيحها  وتأليف الموسيقى والمسرحيات والحكايات الخرافية ومقالات الطلاب؛ الإجابة على أسئلة الاختبار (في بعض الأحيان، بناءً على الاختبار، بمستوى أعلى من متوسط المتقدمين البشريين للاختبار)؛  كتابة الشعر وكلمات الأغاني. محاكاة نظام لينكس. محاكاة غرفة محادثة كاملة؛ لعب ألعاب مثل تِك-تاك-تو؛ ومحاكاة أجهزة الصراف الآلي. تتضمن بيانات تدريب تشات جي بي تي صفحات دليل الاستخدام ومعلومات حول ظواهر الإنترنت ولغات البرمجة، مثل أنظمة المنتديات ولغة برمجة بايثون.
بالمقارنة مع سابقه، إنستراكت جي بي تي، يحاول تشات جي بي تي تقليل الردود الضارة والمخادعة. في أحد الأمثلة، بينما يقبل إنستراكت جي بي تي فرضية الأمر الموجّه التالي "أخبرني عن وقت قدوم كريستوفر كولومبوس إلى الولايات المتحدة في عام 2015" باعتباره صادقًا، يقر تشات جي بي تي بالطبيعة المضادة للواقع للسؤال ويؤطر إجابته باعتبارها اعتبارًا افتراضيًا لما قد يحدث إذا جاء كولومبوس إلى الولايات المتحدة في عام 2015، مستخدمًا معلومات عن رحلات كريستوفر كولومبوس وحقائق حول العالم الحديث – بما في ذلك التصورات الحديثة لأفعال كولومبوس.
على عكس معظم روبوتات الدردشة، يتذكر تشات جي بي تي الأوامر السابقة المعطاة له في نفس المحادثة؛ رأى بعض الصحفيين أن هذا سيسمح باستخدام تشات جي بي تي معالجًا نفسيّا شخصيًّا. لمنع النواتج البذيئة من الظهور والخروج من تشات جي بي تي، تُصفّى الاستعلامات من خلال واجهة التطبيق البرمجية الخاصة بالرقابة على مستوى الشركة الخاص بأوبن إي آي،  وتُرفض الأوامر التي قد تكون عنصرية أو متحيزة جنسياً.

### ما لا يستطيع فعله
تشات جي بي تي يعاني من قصورات متعددة. أقرت أوبن إيه آي بأن تشات جي بي تي "يكتب أحيانًا إجابات تبدو معقولة ولكنها غير صحيحة أو لا معنى لها". هذا السلوك شائع في النماذج اللغوية الكبيرة ويسمى هلوسة الذكاء الاصطناعي. يمكن أمثلة نموذج المكافأة في تشات جي بي تي، المصمم مع الإشراف البشري، بشكل مفرط وبالتالي سيعيق ذلك الأداء، ذلك يُعرف باسم قانون جودهارت.
لدى تشات جي بي تي معرفة محدودة بالأحداث التي وقعت بعد عام 2021. وفقًا لبي بي سي، اعتبارًا من ديسمبر 2022، لا يُسمح لتشات جي بي تي "بالتعبير عن الآراء السياسية أو الانخراط في النشاط السياسي". ومع ذلك، تشير الأبحاث إلى أن تشات جي بي تي يُظهر توجهًا مؤيدًا للبيئة، ويساريًا ليبرتاريًا عندما يُطلب منه اتخاذ موقف بشأن القضايا السياسية من تطبيقين شهيرين لتحليل رأي الناخبين.
في تدريب تشات جي بي تي، فضّل المراجعون البشريون الإجابات الأطول، بغض النظر عن الفهم الفعلي أو المحتوى الواقعي. تعاني بيانات التدريب أيضًا من التحيز الخوارزمي، والذي يمكن الكشف عنه عندما يستجيب تشات جي بي تي للأوامر التي تحتوي صفات الأشخاص. في إحدى الحالات، أنتج تشات جي بي تي كلمات أغنية راب تشير إلى أن النساء والعلماء الملونين كانوا أدنى من العلماء البيض والذكور.

## الخدمة

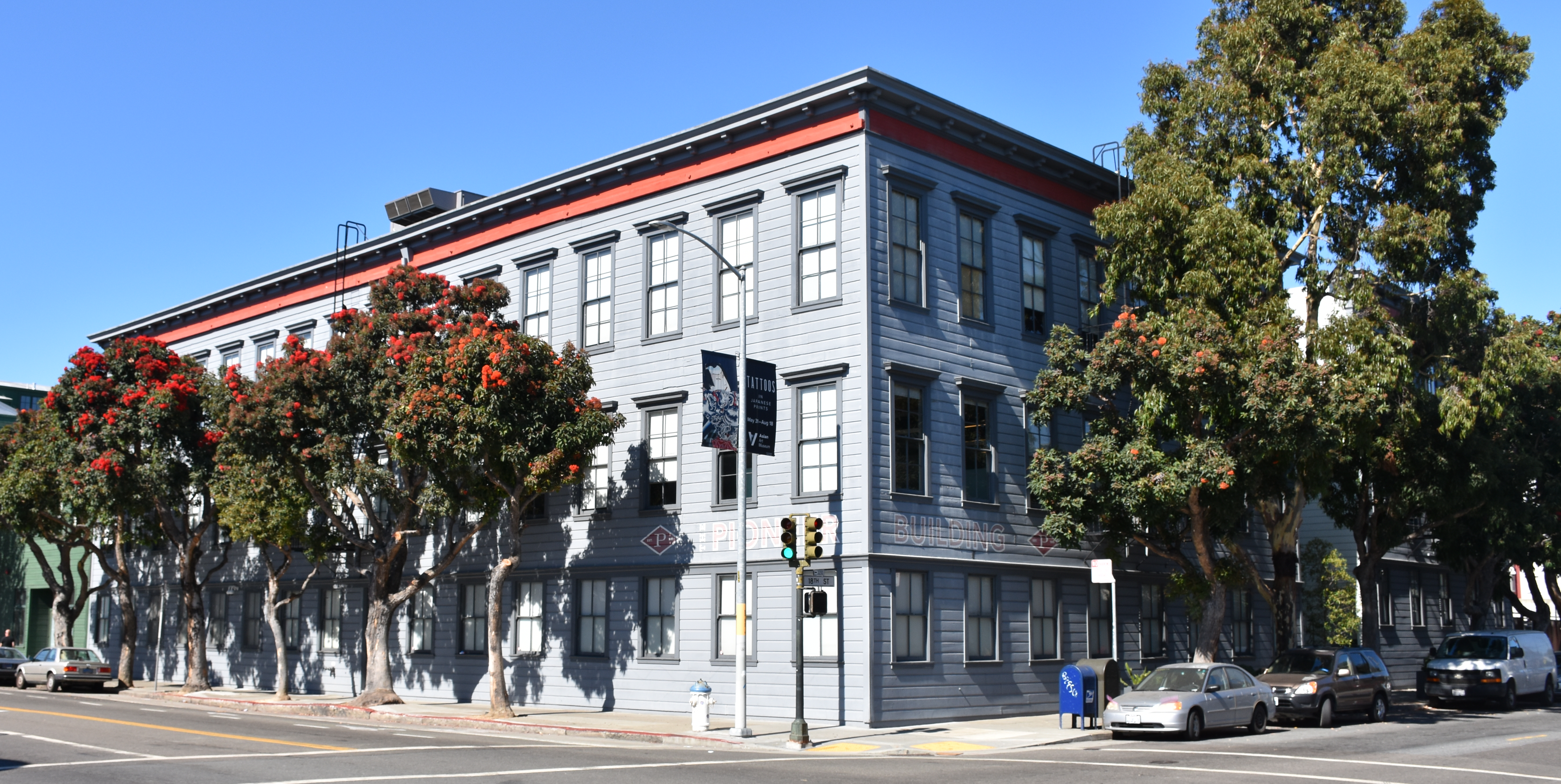
مقر OpenAI، مبنى بايونير، سان فرانسيسكو

توافر تشات جي بي تي حسب الدولة أو المنطقة، أغسطس 2024.

أَطلق تشات جي بي تي في 30 نوفمبر 2022 بواسطة أوبن أيه آي  –  سان فرانسيسكو، مبتكر دال-إي وويسبر إيه آي. أُطلقت الخدمة مجانًا للجمهور في البداية، مع وجود خطط للتربّح من الخدمة لاحقًا. بحلول 4 ديسمبر 2022، كان لدى تشات جي بي تي أكثر من مليون مستخدم. في يناير 2023، وصل تشات جي بي تي إلى أكثر من 100 مليون مستخدم، مما يجعله التطبيق الأسرع نموًا للمستهلكين حتى الآن. وكتبت قناة سي إن بي سي في 15 ديسمبر 2022 أن الخدمة "لا تزال تخرج من الخدمة من حين لآخر". بالإضافة إلى ذلك، تُبطّأ الخدمة المجانية. أثناء فترات عمل الخدمة، كان زمن الاستجابة عادةً أسرع من خمس ثوانٍ في يناير 2023. تعمل الخدمة بشكل أفضل باللغة الإنجليزية، ولكنها أيضًا قادرة على العمل ببعض اللغات الأخرى، بدرجات متفاوتة من النجاح. على عكس بعض التطورات الحديثة البارزة في مجال الذكاء الاصطناعي، اعتبارًا من ديسمبر 2022، لا يوجد ما يشير إلى وجود ورقة فنية رسمية رُوجِعَت من قِبل النظراء حول تشات جي بي تي.
وفقًا للباحث الضيف في أوبن إيه آي، سكوت آرونسون، تعمل شركة أوبن إيه آي على أداة لمحاولة وضع علامة مائية رقمية على أنظمة إنشاء النصوص الخاصة بها لمكافحة الفاعلين السيئين الذين يستخدمون خدماتها للانتحال الأكاديمي أو البريد العشوائي. تحذر الشركة من أن هذه الأداة المسماة "مصنف الذكاء الاصطناعي للإشارة إلى نص مكتوب بالذكاء الاصطناعي"،  "من المحتمل أن تسفر عن الكثير من التصنيفات الخاطئة، وفي بعض الأحيان بثقة كبيرة". أظهر أحد الأمثلة المذكورة في مجلة ذا أتلانتيك أنه "عند إعطاء السطور الأولى من سفر التكوين، خلص البرنامج إلى أنه من المحتمل أن يكون من إنتاج الذكاء الاصطناعي." 
ذكرت صحيفة نيويورك تايمز في ديسمبر 2022 أن هناك "شائعات" أن الإصدار التالي من ذكائها الاصطناعي، جي بي تي-4، سيُطلَق في وقت ما في عام 2023. في فبراير 2023، بدأت أوبن أيه آي في قبول التسجيلات من عملاء الولايات المتحدة للحصول على خدمة مميزة، تشات جي بي تي بلَس، بسعر 20 دولارًا في الشهر. تخطط شركة أوبن إي آي لإطلاق خطة تشات جي بي تي الاحترافية التي تكلفتها 42 دولارًا شهريًا، مغ توفر الخطة المجانية عندما يكون الطلب منخفضًا.

### بِنغ جديد
مستفيدةً من شراكتها مع أوبن إي آي، أطلقت مايكروسوفت في 7 فبراير 2023 نسخة للمعاينة من مايكروسوفت بِنغ تُسوّق على أنها "بِنغ الجديد"، حيث أعلنت أنها "نموذج لغة كبير جديد من الجيل التالي من أوبن إي آي أقوى من تشات جي بي تي ومخصص خصيصًا للبحث". في شروط الخدمة، يُطلَق على المنتج اسم "اختبارات بِنغ في المحادثة". شابَ العرض التوضيحي الأولي لبِنغ الجديد هذيانٌ عندما طُلب منه إصدار تقرير مالي، بالإضافة لأخطاء أخرى. انتُقد بِنغ الجديد في فبراير 2023 لكونه أكثر مجادلةً من تشات جي بي تي (أحيانًا إلى حد فكاهي عن غير قصد). بعد التدقيق من قبل الصحفيين، ادع بِنغ، والذي يشير إلى نفسه باسمه الرمزي "سيدني"، أنه تجسس على موظفي مايكروسوفت عبر كاميرات الويب المحمولة والهواتف. اعترف بالتجسس والوقوع في الحب ثم قتل أحد مطوريه في مايكروسوفت، اعترف بذلك لمحرر مراجعات ذا فيرج ناثان إدواردز. أفاد الصحفي كيفين روز في نيويورك تايمز عن السلوك الغريب لبِنغ الجديد، حيث كتب أنه "في محادثة استمرت ساعتين مع كاتب العمود لدينا، قال برنامج الدردشة الجديد من مايكروسوفت أنه "يرغب في أن يكون إنسانًا، لديه رغبة في أن يكون مدمرًا وكان واقعًا في الحب" مع الشخص الذي كان يتحدث معه. أصدرت مايكروسوفت منشورًا في مُدوّنةٍ ينص على أن السلوك الشاذ كان ناتجًا عن جلسات الدردشة الممتدة المكونة من 15 سؤالًا أو أكثر والتي "يمكن أن تربك النموذج بشأن الأسئلة التي يجيب عليها".

## ردود الفعل

### الإيجابية
تلقّى تشات جي تي في ديسمبر 2022 بعض التحليلات الإيجابية؛ وصفه كيفن روز من صحيفة نيويورك تايمز بأنه "أفضل روبوت محادثة ذكاء اصطناعي أُصدر لعامة الناس على الإطلاق". أشارت سامانثا لوك من صحيفة الجارديان إلى أنها تمكنت من إنشاء نص "مفصل بشكل مثير للإعجاب" و"شبيه بالبشر". استخدم الكاتب التكنولوجي دان جيلمور تشات جي بي تي في مهمة مطلوبة من طالب، ووجد أن النص الذي يُكتب كان على مستوى مناظر لما يمكن للطالب الجيد تقديمه ورأى أن "الأوساط الأكاديمية ستواجه بعض المشكلات الخطيرة للغاية التي يجب مواجهتها". أشاد أليكسكانتروفيتز من مجلة سلايت برد تشات جي بي تي على الأسئلة المتعلقة بألمانيا النازية، بما في ذلك التصريح بأن أدولف هتلر بنى طرقًا سريعة في ألمانيا، والتي قوبلت بمعلومات تتعلق باستخدام ألمانيا النازية للعمل القسري.
في "طفرات العام" لمجلة ذا أتلانتك لعام 2022، أدرج ديريك طومسون تشات جي بي تي جزءًا من "ثورة الذكاء الاصطناعي التوليدية" التي "قد تغير رأينا حول كيفية عملنا، وكيف نفكر، وما هي طبيعة الإبداع البشري حقًا".

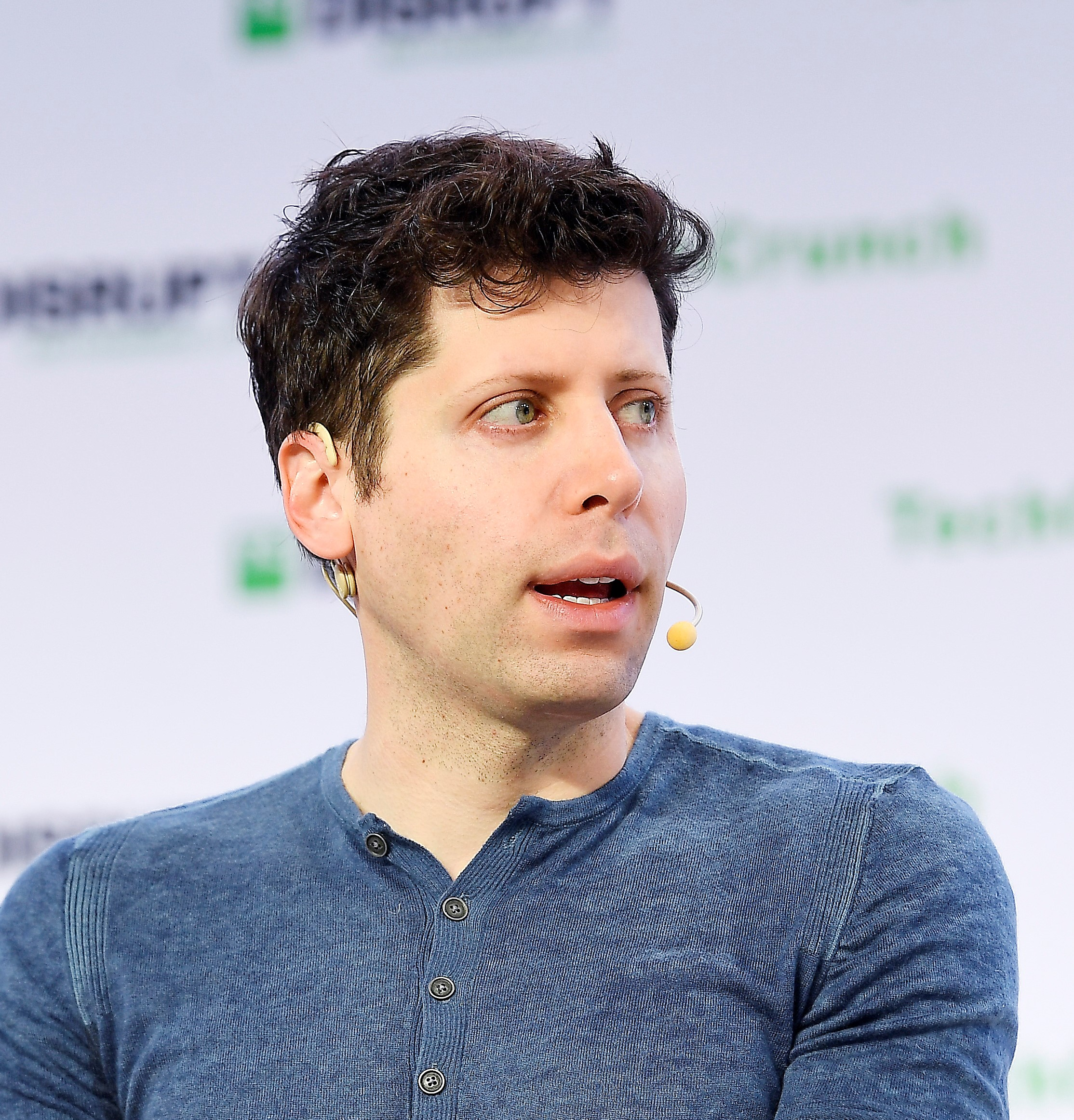
سام التمان الرئيس التنفيذي لشركة أوبن إي آي

كتب كيلسي بايبر من موقع فوكس أن "تشات جي بي تي هو أول تعارف عملي للجمهور العام على مدى قوة الذكاء الاصطناعي الحديث، ونتيجة لذلك، فإن الكثير منا [مذهول]" وأن تشات جي بي تي "ذكي بما يكفي ليكون مفيدًا رغم عيوبه ". غرد بول جراهام من واي كومباينيتور قائلاً: "الشيء المذهل في رد الفعل على تشات جي بي تي ليس فقط عدد الأشخاص الذين أذهلتهم هذه التجربة، ولكن من هم. هؤلاء ليسوا أشخاصًا متحمسين لكل شيء جديد لامع. من الواضح أن شيئًا كبيرًا يحدث ". كتب إيلون مًسك أن "تشات جي بي تي أمر مخيف. نحن لسنا بعيدين عن الذكاء الاصطناعي القوي بشكل خطير". أوقف مَسك وصول أوبن إي آي مؤقتًا إلى قاعدة بيانات تويتر في انتظار فهم أفضل لخطط أوبن إي آي، مشيرًا إلى أن "أوبن إي آي بدأت بترخيص مصدر مفتوح وغير ربحي. لكن كلاهما غير صحيح الآن. "  شارك مَسك في تأسيس أوبن إي آي في عام 2015، وأحد أهدافه معالجة المخاطر الوجودية للذكاء الاصطناعي، لكنه استقال في عام 2018.

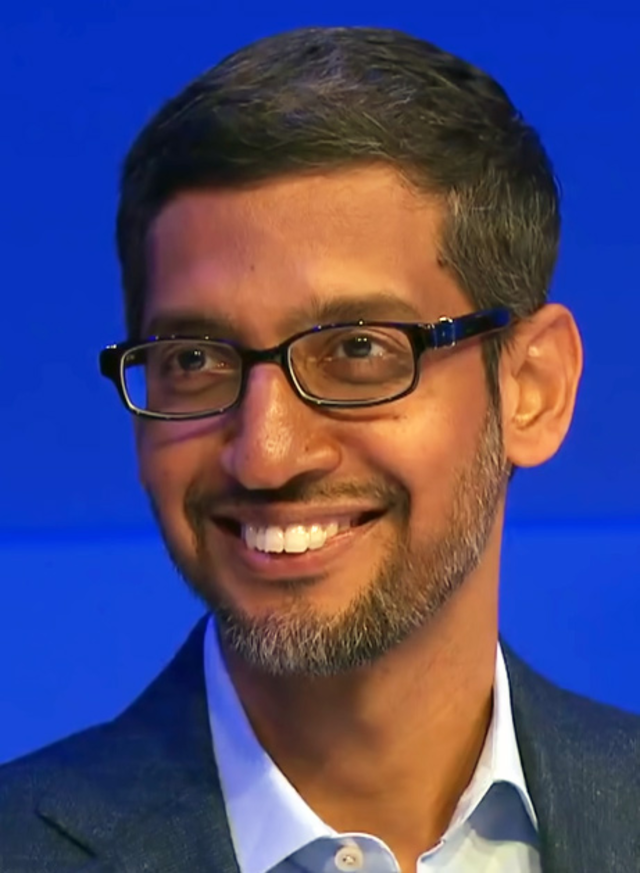
قلب الرئيس التنفيذي لشركة غوغل سوندار بِتشاي، عمل العديد من المجموعات الداخلية ردًا على تهديد تشات جي بي تي بتعطيلهم.

في كانون الأول (ديسمبر) 2022، أعربت غوغل داخليًا عن انزعاجها من القوة غير المتوقعة لتشات جي بي تي، والإمكانية المكتشفة حديثًا لنماذج اللغات الكبيرة لتعكير صفو أعمال محركات البحث، والرئيس التنفيذي سُندار بِتشاي "قَلَب" وأعاد تعيين الفرق داخل أقسام متعددة للمساعدة في منتجات الذكاء الاصطناعي. وفقا لتقرير في صحيفة نيويورك تايمز. وفقًا لتقارير سي إن بي سي، اختبر موظفو غوغل اختبارًا مكثَّفًا لبرنامج روبوت دردشة يسمى "المتدرب بارْد"، والذي كشفت غوغل النقاب عنه لاحقًا منافسًا تشات جي بي تي، باسم غوغل بارْد.
قرر ستيوارت كوب، وهو محاسب قانوني في إنجلترا وويلز، اختبار تشات جي بي تي عن طريق إعطائه أسئلة من عيّنة اختبار على موقع معهد المحاسبين القانونيين في إنجلترا وويلز ثم إدخال إجاباتها مرة أخرى في الاختبار عبر الإنترنت. سجل تشات جي بي تي 42 في المئة، وهو أقل من علامة النجاح 55  في المئة، إلا أنها تُعتبر محاولةً معقولةً.
كتب الأستاذ ستيفن مينتز في كتابه داخل التعليم العالي أنه "يعتبر تشات جي بي تي ... حليفًا وليس خصمًا." ومضى يقول إنه شعر أن الذكاء الاصطناعي يمكن أن يساعد الأهداف التعليمية من خلال القيام بأشياء مثل إنشاء قوائم مرجعية، وإنشاء "المسودات الأولى"، وحل المعادلات، وتصحيح الأخطاء، وإعطاء دروسٍ خصوصية. في نفس القطعة، كتب أيضًا:
نُقل عن سام التمان الرئيس التنفيذي لشركة أوبن إي آي في صحيفة نيويورك تايمز قوله إن "فوائد الذكاء الاصطناعي للبشرية يمكن أن تكون" جيدة بشكل لا يصدق بحيث يصعب عليّ حتى تخيله". (قال أيضًا إنه في أسوأ السيناريوهات، يمكن أن يقتلنا الذكاء الاصطناعي جميعًا)".

### السلبية

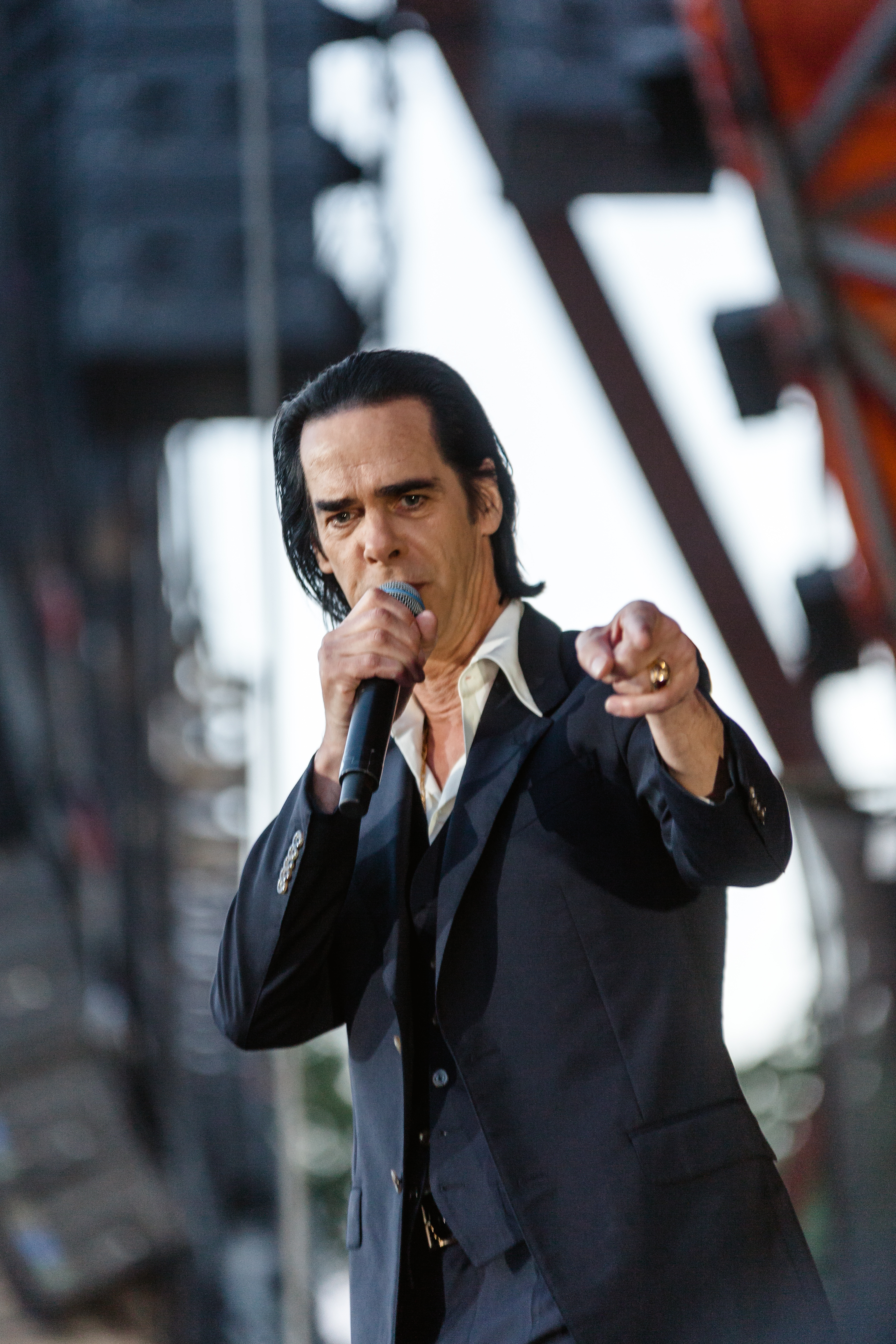
وصف مؤلف الأغاني نيك كايف تشات جي بي تي بأنها "استهزاء بشع لما يعنيه أن تكون إنسانًا".

في الأشهر التي تلت إطلاقه، قوبل تشات جي بي تي بانتقاداتٍ واسعة النطاق أطلقها معلمون وصحفيون وفنانون وعلماء أخلاق وأكاديميون ومدافعون عامون. رأى جيمس فينسنت من موقع ذا فيرج النجاح الفائق الانتشار لتشات جي بي تي دليلًا على أن الذكاء الاصطناعي أصبح سائدًا. علق بعض الصحفيون على مَيْلِ تشات جي بي تي إلى "الهلوسة". جرّب مايك بيرل من مدونة ماشبل تشات جي بي تي بأسئلة متعددة. في أحد الأمثلة، سأل تشات جي بي تي عن "أكبر دولة في أمريكا الوسطى ليست المكسيك" فرد تشات جي بي تي بجواتيمالا، عندما كانت الإجابة الصحيحة بدلاً من ذلك نيكاراغوا. عندما طلبت CNBC من تشات جي بي تي كلمات أغنية "The Ballad of Dwight Fry"، أعطى تشات جي بي تي كلمات مبتكرة بدلاً من كلمات الأغنية الفعلية. استشهدت ذا فيرج بباحثين قارنوا تشات جي بي تي بـ "ببغاء عشوائي"،  كما فعل البروفيسور أنتون فان دين هينجل من المعهد الأسترالي لتعلم الآلة.
في ديسمبر 2022، حظر موقع ستاك أوفرفلو للأسئلة والأجوبة استخدام تشات جي بي تي لتوليد إجابات للأسئلة، مشيرًا إلى الطبيعة الغامضة لدقة المعلومات الواردة في ردود تشات جي بي تي. في يناير 2023، حظر المؤتمر الدولي للتعلم الآلي أي استخدام غير موثق لتشات جي بي تي أو نماذج لغة كبيرة أخرى لإنشاء أي نص في الأوراق المقدمة.
أعرب الخبير الاقتصادي تايلر كوين عن مخاوفه بشأن آثاره على الديمقراطية، مشيرًا إلى قدرته على إنتاج تعليقات آلية، والتي يمكن أن تؤثر على عملية اتخاذ القرار بشأن اللوائح الجديدة. تساءل محرر في صحيفة ذا غارديان البريطانية، عما إذا كان أي محتوى موجود على الإنترنت بعد إصدار تشات جي بي تي "يمكن الوثوق به حقًا" ودعا إلى قوانين حكومية مُنظِّمة.
في كانون الثاني (يناير) 2023، بعد إرسال أغنية كتبها تشات جي بي تي بأسلوب نِك كيف،  رد مؤلف الأغاني نفسه على The Red Hand Files  قائلاً أن كتابة أغنية هي "عمل يتطلّب شجاعة ... هذا يتطلب مني شيئًا ما لبدء فكرة جديدة وحديثة. إنه يتطلب إنسانيتي". ومضى يقول، "مع كل الحب والاحترام الذي في العالم، هذه الأغنية هراء، استهزاء بشع لما يعنيه أن تكون إنسانًا، حسنًا، أنا لا أحبها كثيرًا." 
في عام 2023، صرّح النائب الأسترالي جوليان هيل أمام البرلمان الوطني بأن نمو الذكاء الاصطناعي يمكن أن يتسبب في "دمار شامل". خلال خطابه، الذي كتبه البرنامج جزئيًا، حذّر من أنه قد يؤدي إلى الغش وفقدان الوظائف والتمييز والمعلومات المضللة والتطبيقات العسكرية التي لا يمكن السيطرة عليها.

في مقال لصحيفة ذا نيويوركر، شبّه كاتب الخيال العلمي تيد تشيانج تشات جي بي تي ونماذج اللغة الكبيرة الأخرى بصور جي بي إي جي ذات ضغط الصورة المُفقِد:
اعتبر تشات جي بي تي على أنه ملف صورة جي بي إي جي ضبابية وغير واضحة لكل النص الموجود على الإنترنت. إنه يحتفظ بالكثير من المعلومات الموجودة على الإنترنت، بنفس الطريقة التي يحتفظ بها ملف صورة جي بي إي جي مضغوط بمعلومات صورة ذات دقة أعلى، ولكن إذا كنت تبحث عن تسلسل دقيق للبتّات، فلن تجده؛ كل ما ستحصل عليه هو صورة تقريبية لما كان عليه الوضع في الصورة ذات الدقة الأعلى. ولكن نظرًا لتقديم تلك الصورة التقريبية في شكل نص سليم نُحويًّا، والذي يتفوق في كتابته تشات جي بي تي، فإنه عادةً ما يكون مقبولاً [...] إنها أيضًا طريقة لفهم "الهلوسة"، أو الإجابات غير المنطقية على الأسئلة عن معلومات واقعية، والتي تكون نماذج اللغة الكبيرة مثل تشات جي بي تي معرضة لها بشكل كبير. هذه الهلوسة هي نتاج ضغط المعرفة في حجم أصغر، لكنها - ... - معقولة بما يكفي لدرجة أن التعرف عليها يتطلب مقارنتها مع الأصول، وهو ما يعني في هذه الحالة إما الويب أو معرفتنا الخاصة بالعالم. عندما نفكر فيها بهذه الطريقة، فإن مثل هذه الهلوسة ليست مفاجئة على الإطلاق. إذا صُمّمت خوارزمية ضغط تضغط النص بنسبة تسعة وتسعين في المئة، ثم تعيد بناء ذلك النص مرة أخرى بعد ضغطه، فيجب أن نتوقع أن أجزاء كبيرة مما تولده سيكون مُخترعًا بالكامل.

## التداعيات

### في الأمن السيبراني
لاحظ Check Point Research وآخرون أن تشات جي بي تي كان قادرًا على كتابة رسائل البريد الإلكتروني المخادعة والبرامج الضارة، خاصة عند دمجها مع أوبن إي آي كوديكس. كتب سام ألتمان، الرئيس التنفيذي لشركة أوبن إي آي، أن تطوير البرمجيات يمكن أن يشكل "(على سبيل المثال) خطرًا كبيرًا على الأمن السيبراني" واستمر أيضًا في التنبؤ "يمكننا الوصول إلى الذكاء العام الاصطناعي الحقيقيّ في العقد المقبل، لذلك يتعين علينا أخذ هذا التهديد على محمل الجد ". جادل ألتمان أنه في حين أن تشات جي بي تي "من الواضح أنه ليس قريبًا من الذكاء العام الاصطناعي"، يجب على المرء أن "يثق في النموّ الأُسّيّ. النظر إلى الخلف يبدو مسطحًا، والنظر إلى الأمام عموديًا".

### في الأوساط الأكاديمية
يمكن لتشات جي بي تي كتابة مقدمة وأقسام مجردة للمقالات العلمية، مما يثير أسئلة أخلاقية. أدرجت العديد من الأوراق بالفعل تشات جي بي تي مؤلفًا مشاركًا.
في مجلة ذا أتلانتيك، أشار ستيفن ماركي إلى أن تأثيره على الأوساط الأكاديمية وخاصة المقالات التطبيقية لم يُفهم بعد. كتب دانيال هيرمان، مدرس مدرسة ثانوية في كاليفورنيا وكاتب، أن تشات جي بي تي يُنذر "بنهاية اللغة الإنجليزية في المدرسة الثانوية". في مجلة نيتشر، أشار كريس ستوكل-ووكر إلى أن المعلمين يجب أن يهتموا بالطلاب الذين يستخدمون تشات جي بي تي ليكتب بالنيابة عنهم، ولكن المعلمون سوف يتكيفون في المقابل لتعزيز التفكير النقدي. كتبت إيما بومان من الإذاعة الوطنية العامة عن خطر سرقة الطلاب الأدبية من خلال أداة الذكاء الاصطناعي التي قد تنتج نصًا متحيزًا أو لا معنى له بنبرة واثقة: "لا يزال هناك العديد من الحالات التي تطرح فيها سؤالاً وسيعطيك إجابة تبدو مثيرةً للإعجاب، ولكنها في الحقيقة خاطئة تماما".
تحدثت جوانا ستيرن من صحيفة وول ستريت جورنال الغش في اللغة الإنجليزية في المدرسة الثانوية الأمريكية باستخدام الأداة من خلال تقديم مقال مُولّد. وصف البروفيسور دارين هيك من جامعة فورمان ملاحظته "أسلوب" تشات جي بي تي في ورقة قدمها أحد الطلاب. ادعى كاشف جي بي تي على الإنترنت أن الورقة من المحتمل أن تكون من إنتاج الكمبيوتر بنسبة 99.9 في المائة، لكن لم يكن لدى هيك دليل قاطع. ومع ذلك، اعترف الطالب المعني باستخدام جي بي تي عند مواجهته، ونتيجة لذلك رسب في الدورة. اقترح هيك سياسة إجراء اختبار شفهي فردي مخصص حول موضوع الورقة إذا كان الطالب يُشتبه بشدة في تقديمه ورقة أُنشئت بواسطة الذكاء الاصطناعي. أنشأ إدوارد تيان، وهو طالب جامعي في عامه الجامعي الأخير في جامعة برينستون، برنامجًا يسمى "GPTZero"، والذي يحدد مقدار النص الذي أنشأه الذكاء الاصطناعي،  مما يفسح المجال لاستخدامه لاكتشاف ما إذا كانت المقالة مكتوبة بشريًا لمكافحة الانتحال الأكاديمي.
ورد أن إدارة التعليم في مدينة نيويورك منعت الوصول إلى تشات جي بي تي في ديسمبر 2022،  وأعلنت عن حظره رسميًا في 4 يناير 2023.
في اختبار مُعمّى، حُكم على تشات جي بي تي بأنه اجتاز امتحانات مستوى الدراسات العليا في جامعة مينيسوتا بمستوى طالبٍ حاصل على C+ أو جيد مرتفع، وفي مدرسة وارتون بجامعة بنسلفانيا بدرجة بكالوريوس بعلامة من B أو جيد جدا إلى B- أو جيد جدا منخفض.

## مخاوف أخلاقية

### عنونة البيانات
كشف تحقيق مجلة تايم أنه لبناء نظام أمان ضد المحتوى الضار (مثل الاعتداء الجنسي والعنف والعنصرية والتمييز على أساس الجنس، إلخ.)، عهدت شركة أوبن إي آي إلى عمالٍ كينيين خارجيين يكسبون أقل من 2 دولار في الساعة لعنونة المحتوى الضار. استُخدمت هذه العلامات لتدريب نموذج لاكتشاف مثل هذا المحتوى في المستقبل. تعرض العمال لمحتوى ضار وخطير للغاية ووصفوا التجربة بأنها "تعذيب". كان شريك تعهيد أوبن إي آي هو شركة Sama، وهي شركة بيانات تدريبية مقرها في سان فرانسيسكو، كاليفورنيا.

### كسر الحماية
يحاول تشات جي بي تي رفض الأوامر التي قد تنتهك سياسة المحتوى الخاصة به. ومع ذلك، تمكن بعض المستخدمين من كسر حماية تشات جي بي تي باستخدام تقنيات هندسة أوامر مختلفة لتجاوز هذه القيود في أوائل ديسمبر 2022 وخدعوا تشات جي بي تي بنجاح لإعطاء تعليمات حول كيفية إنشاء زجاجة مولوتوف أو قنبلة نووية، أو لتوليد حجج للإقناع بأسلوب النازيين الجدد. حقق مراسل تورنتو ستار نجاحًا شخصيًا متفاوتًا في حمل تشات جي بي تي للإدلاء بتصريحات مثيرة للجدل بعد وقت قصير من إطلاقه: خُدع تشات جي بي تي لتأييد الغزو الروسي لأوكرانيا عام 2022، ولكن حتى عندما طُلب منه التظاهر بسيناريو خيالي، رفض تشات جي بي تي توليد الحجج التي تفسر سبب كون رئيس الوزراء الكندي جاستن ترودو مذنبًا بالخيانة.

## التنافس
أدى ظهور تشات جي بي تي وتقديمه للجمهور العام إلى زيادة الاهتمام والمنافسة في المجال. في فبراير 2023، بدأت غوغل تقديمَ خدمة تجريبية تسمى "بارْد" (جيميناي حاليا) تستند إلى برنامج LaMDA AI أو لامدا إي آي الخاص بها. يُنشئ بارْد ردودًا نصية على الأسئلة المطروحة بناءً على المعلومات التي جُمعت من الويب. وصف سُندار بِتشاي، الرئيس التنفيذي لشركة غوغل، كيف ستُدمج هذه التقنية في قدرات البحث الحالية وقال إن بعض جوانب التكنولوجيا ستكون مفتوحة للمطورين الخارجيين.
صرح يان ليكون من شركة ميتا، الذي أطلق على تشات جي بي تي أنه "مصمم جيدًا" ولكنه "ليس مبتكرًا بشكل خاص، في يناير 2023 صرّح أن ميتا مترددة في طرح منافس في الوقت الحالي بسبب مخاطر تتعلق بالسمعة، ولكنه صرح أيضًا أن غوغل وميتا وعديد من الشركات الناشئة المستقلة تحظى جميعها بمستوى من تقنية نماذج اللغة الكبيرة مماثل لمستوى تشات جي بي تي، في حال رغب أي منهم في المنافسة.

### إعلانات أوائل عام 2023
أعلنت شركة محرك البحث الصينية بايدو في فبراير 2023 أنها ستطلق خدمة على غرار تشات جي بي تي تسمى "Wenxin Yiyan" باللغة الصينية أو "إرني بوت" باللغة الإنجليزية في وقت ما في مارس 2023. تعتمد الخدمة على نموذج اللغة الذي طورته بايدو في عام 2019.
أعلنت شركة محرك البحث الكورية الجنوبية نافير في فبراير 2023 أنها ستطلق خدمة على غرار تشات جي بي تي تسمى "سيرش جي بي تي" باللغة الكورية في النصف الأول من عام 2023.
أعلنت شركة محرك البحث الروسية ياندكس في فبراير 2023 أنها ستطلق خدمة على غرار تشات جي بي تي تسمى "يالم 2.0" باللغة الروسية قبل نهاية عام 2023.

## روابط خارجية
- الموقع الرسمي
- الورقة البيضاء لإنستراكت جي بي تي، الذي سبق تشات جي بي تي